# Waldner von Freundstein

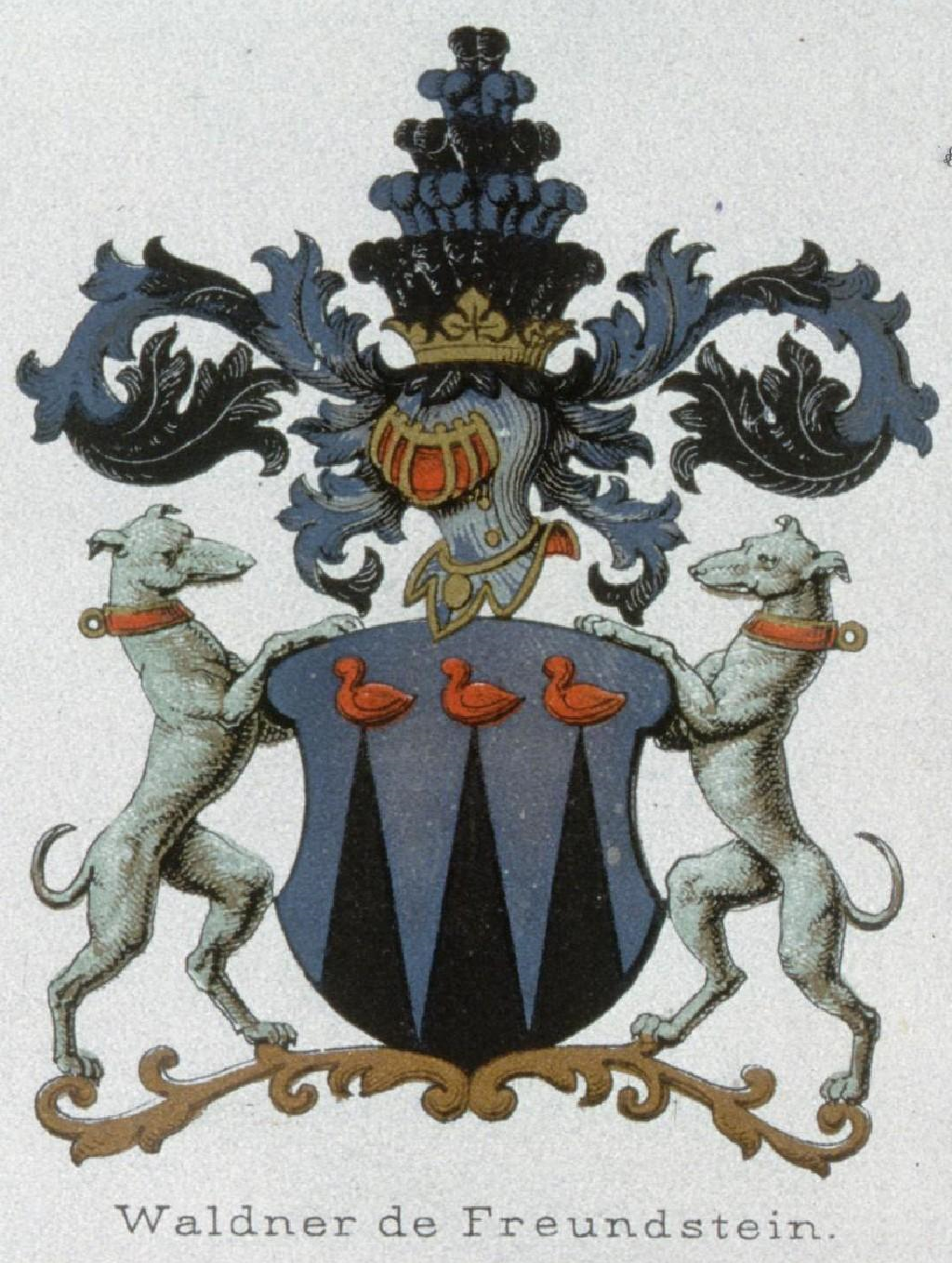
Wappen der Waldner von Freundstein

Die Grafen und Freiherren Waldner von Freundstein (in Frankreich: Waldner de Freundstein) sind ein alteingesessenes elsässisches Adelsgeschlecht, das später auch Besitzungen in der Ortenau hatte.

## Name
Waldner oder Waldenarii wurden schon im 9. Jahrhundert genannt, wobei allerdings keine klaren Belege für deren Existenz und eine Verbindung zu den Waldner von Freundstein bestehen. Ihre Stammburg Freundstein bei Goldbach ist seit 1280 im Besitz der Familie. Seit etwa dem 16. Jahrhundert wählte die Familie danach den Zunamen von Freundstein.

## Geschichte
Der 1235 erstmals erwähnte Krafft von Gebweiler, genannt Waldner, wird als Stammvater der Waldner von Freundstein angesehen. Die Familie hatte später Zweige in Gebweiler, Sulz und Thann und ihre Mitglieder dienten der Fürstabtei Murbach, den Habsburgern und den Hochstiften Hochstift Straßburg und Basel, wobei sie in Basel auch im Domkapitel vertreten waren. Waldner von Freundstein kommen auch als Bürger von Basel (1450) und Aarau (1547) vor.
Durch ihre Heiratsverbindungen mit namhaften eidgenössischen Geschlechtern wie den von Hallwyl, von Mülinen und von Bärenfels waren sie auch in der Schweiz einflussreich.
Im 18. Jahrhundert waren Waldner von Freundstein als Söldnerführer schweizerischer Regimenter für die französischen Könige tätig.
Von 1757 bis 1783 gab es das Régiment de Waldner.
Mit Christian Friedrich Dagobert Waldner von Freundstein (1712–1783) wurde 1748 das Geschlecht in den französischen Grafenstand erhoben.
1711 kamen die Waldner in den Besitz eines Anteils an der Grundherrschaft von Schmieheim und wurden bei der Ortenauer Reichsritterschaft immatrikuliert. Weitere Erwerbungen außerhalb des Elsass waren 1823 ein Landgut im pfälzischen Limburgerhof und 1837 Schloss Weinheim.

## Persönlichkeiten
- Johann Waldner von Freundstein (* um 1718; † 1783), Baumeister im Fürstentum Nassau-Saarbrücken
- Henriette von Oberkirch geb. Waldner von Freundstein (1754–1803)
- Theodor Waldner von Freundstein (1786–1864)
- Diana Rabe von Pappenheim geb. Waldner von Freundstein (1788–1844)